# Apache Subversion
Apache Subversion, svn, är ett versionshanteringssystem. Ett versionshanteringssystem håller reda på historik och förändringar och gör det möjligt att backa tillbaka i tiden eller att spåra vem som gjort vad. Dessutom möjliggör det samarbete på samma projekt för utvecklare som är spridda över världen.
Subversion utvecklades ursprungligen för att komma tillrätta med vissa begränsningar i CVS, ett annat vanligt versionshanteringssystem. Flera av utvecklarna är gemensamma mellan projekten.